# Hadzia fragilis ssp. stochi
Hadzia fragilis ssp. stochi је подврста животињске врсте Hadzia fragilis, класе Crustacea, која припада реду Amphipoda. 

## Угроженост
Ова врста се сматра рањивом у погледу угрожености врсте од изумирања.

## Распрострањење
Ареал врсте је ограничен на једну државу. 
Италија је једино познато природно станиште врсте.

## Станиште
Станиште врсте су слатководна подручја. 